# Cavimalum indicum
Cavimalum indicum är en svampart som beskrevs av Yoshim. Doi, Dargan & K.S. Thind 1977. Cavimalum indicum ingår i släktet Cavimalum och familjen Clavicipitaceae.   Inga underarter finns listade i Catalogue of Life.